# Centrumbank

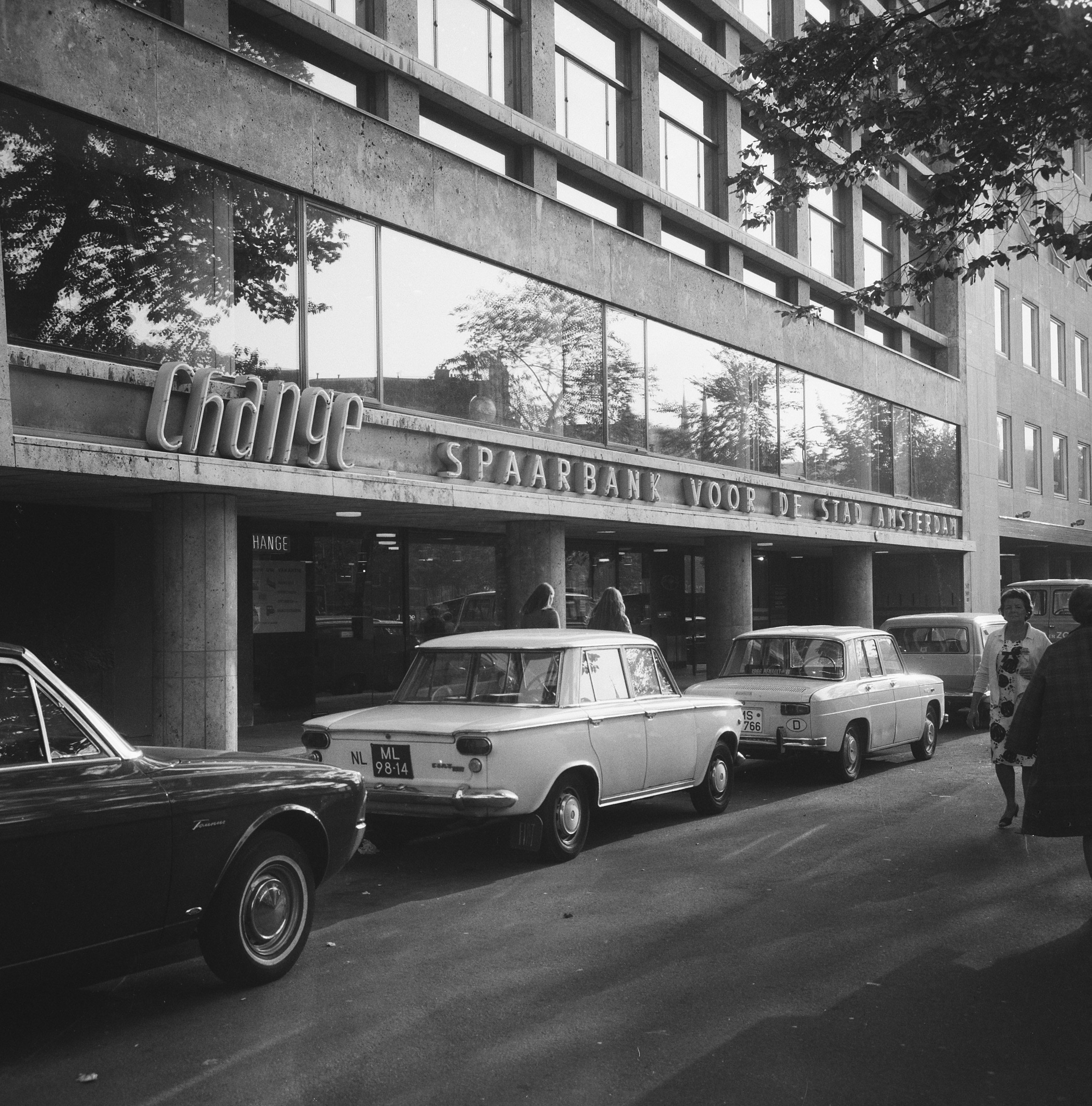
Gebouw Muntstaete in 1967

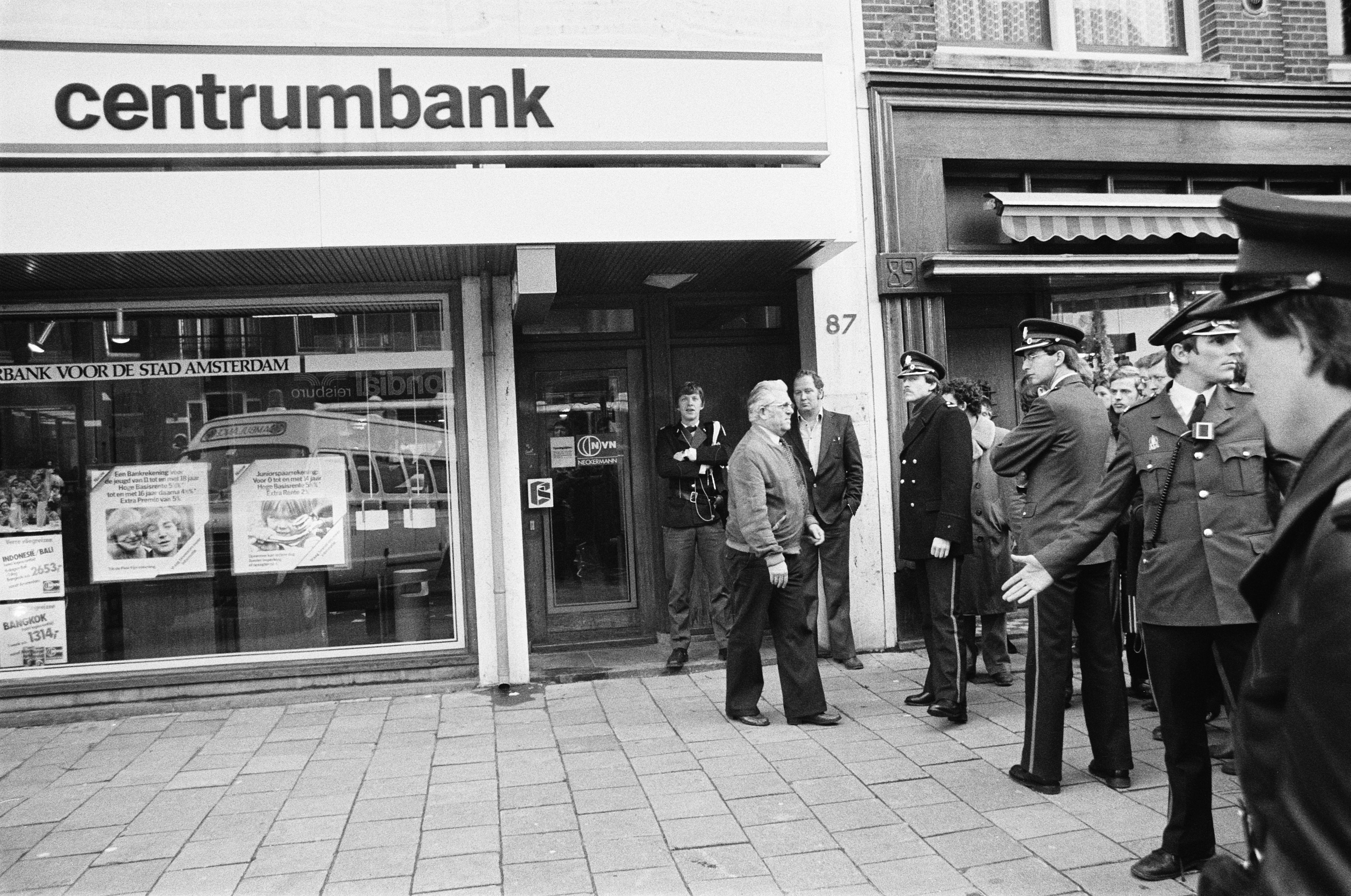
Politie bij overval op filiaal in Amsterdam in 1979

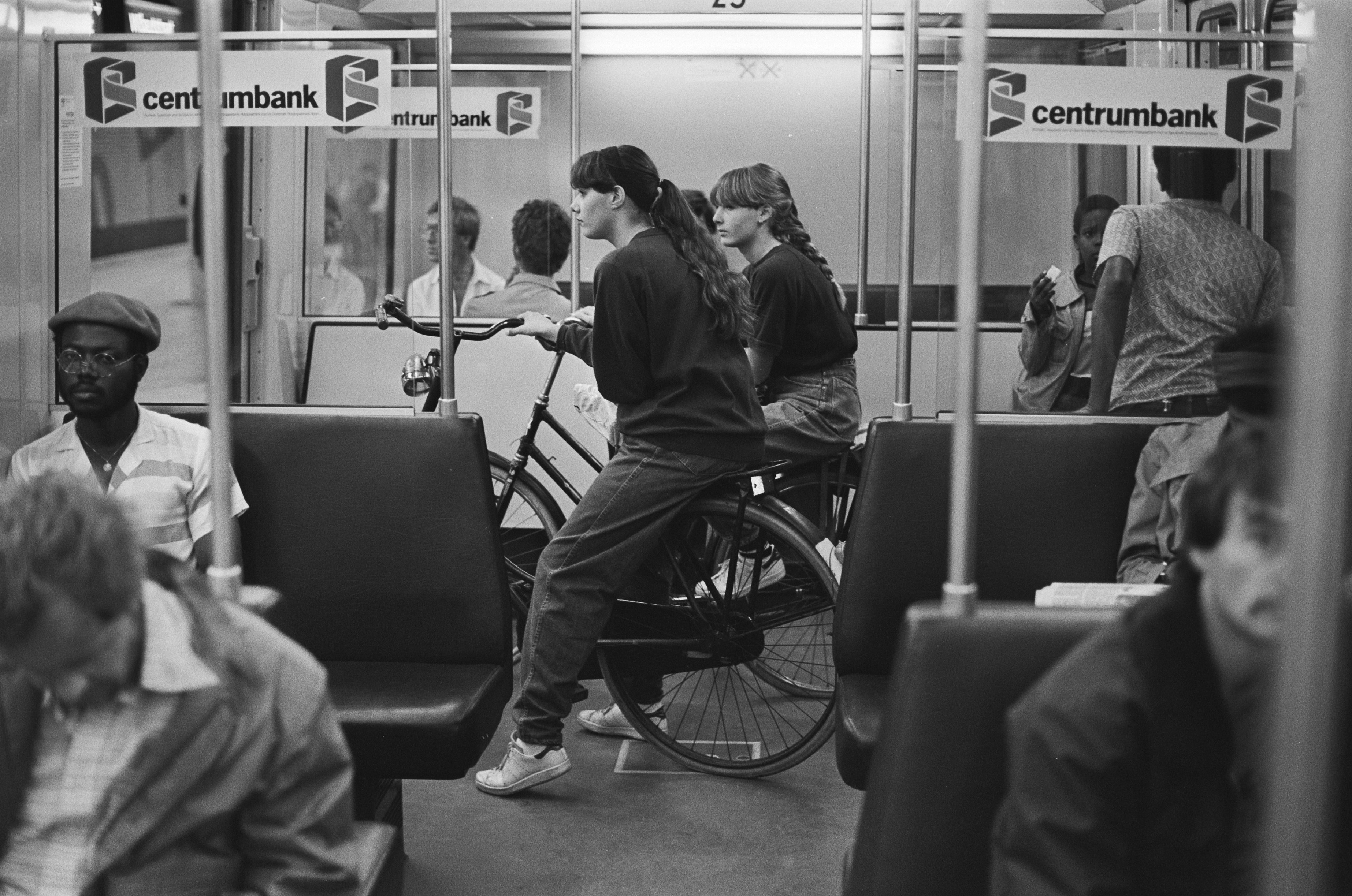
Logo van de bank bij reclame in Amsterdams metrostel 1980

De Centrumbank was van 12 maart 1979 tot september 1983 een bank en dienstverlener, onder meer verzekeringen, die zich richtte op het midden van Nederland.
De in 1848 opgerichte Spaarbank voor de stad Amsterdam werkte samen met een aantal andere spaarbanken in de regio, Stichtse Bondsspaarbank, Nutsspaarbank voor de Zaanstreek, Bondsspaarbank Hoorn, Spaarbank Aalsmeer, Bondsspaarbank Monnickendam, Spaarbank Uithoorn en de Bondsspaarbank Westzaan. Eind 1978 telde deze combinatie 122 kantoren inclusief vier rijdende bijkantoren en 750 medewerkers.
Op 12 maart 1979 werd de naam Vereniging Centrumbank (kortweg Centrumbank) ingevoerd voor de Spaarbank voor de stad Amsterdam en de door haar overgenomen banken. Het hoofdkantoor bevond zich aan het Singel 548 in Amsterdam in Gebouw Muntstaete, sinds 2014 een gemeentelijk monument.
In 1981 kwam er een fusie met de Spaarbank te Rotterdam en Bondsspaarbank Breda waarbij de naam Stichting Centrumbank (kortweg Centrumbank) werd ingevoerd. Het hoofdkantoor kwam in Nieuwegein. 
De raad van bestuur van de bank besloot in 1982 de naam van de bank te wijzigingen in Verenigde Spaarbank om het karakter van de bank beter te benadrukken. Een andere en voornamere reden was dat de bank door de naam ten onrechte in verband werd gebracht met kamerlid Hans Janmaat en diens in die tijd beladen Centrumpartij. De kosten voor de naamswijziging bedroegen 8 miljoen gulden en werd uiteindelijk in september 1983 doorgevoerd.
In 1990 werd de VSB Bank opgenomen in Fortis om in 2009 onderdeel te worden van ABN AMRO.